# Стэнли (Фолклендские острова)
Стэ́нли (Порт-Стэ́нли, англ. Stanley, Port Stanley; Пуэ́рто-Архенти́но, исп. Puerto Argentino) — административный центр и единственный город Фолклендских (Мальвинских) островов, британской заморской территории (права на которую оспаривает Аргентина) в юго-западной части Атлантического океана, расположенной в 460 километрах к востоку от южной оконечности материка Южная Америка. Находится на острове Восточный Фолкленд (Соледад), на берегу Атлантического океана. Морской порт.
В Стэнли проживало 2120 человек по данным 2012 года.
В 5 км к востоку от города имеется внутренний аэропорт, который также обеспечивает связь с британскими военными базами в Антарктике.
В городе находятся Музей Фолклендских островов, резиденции губернатора и правительства, а также англиканский кафедральный собор Христа.

## История
Сначала столицей островов был Порт-Луис, который находится севернее Стэнли. Однако затем было принято решение о перемещении столицы на новое место. Так в 1843 году начались работы по строительству города, а в 1845 году в него были перенесены государственные учреждения. Город был назван в честь лорда Стэнли, который занимал должность Государственного секретаря колоний.

## Климат
Климат Стэнли весьма необычен — несмотря на расположение в умеренных широтах Южного полушария, в Стэнли межсезонные колебания составляют всего 8 °C. Средняя температура февраля (самого тёплого месяца) составляет 9,7 °C, а июля (наиболее холодного месяца) 2,0 °C. Климатической зимы и климатического лета в Стэнли никогда не бывает, таким образом, климат близок к субарктическому морскому, но из-за высоких зимних температур номинально климат является умеренным морским.
| Показатель                    | Янв. | Фев. | Март | Апр. | Май | Июнь | Июль | Авг. | Сен. | Окт. | Нояб. | Дек. | Год |
| ----------------------------- | ---- | ---- | ---- | ---- | --- | ---- | ---- | ---- | ---- | ---- | ----- | ---- | --- |
| Абсолютный максимум, °C       | 24   | 23   | 21   | 17   | 14  | 11   | 10   | 11   | 15   | 18   | 22    | 22   | 24  |
| Средний суточный максимум, °C | 14,1 | 14,0 | 12,8 | 10,3 | 7,4 | 5,6  | 5,1  | 6,0  | 7,7  | 9,9  | 11,9  | 13,4 | 9,8 |
| Средняя температура, °C       | 9,6  | 9,7  | 8,6  | 6,5  | 4,0 | 2,5  | 2,0  | 2,5  | 3,8  | 5,7  | 7,3   | 8,8  | 5,9 |
| Средний суточный минимум, °C  | 5,1  | 5,4  | 4,5  | 2,7  | 0,7 | −0,5 | −1,2 | −1   | −0,2 | 1,5  | 2,7   | 4,4  | 2,0 |
| Абсолютный минимум, °C        | −1   | −1   | −3   | −6   | −7  | −11  | −9   | −11  | −11  | −6   | −3    | −2   | −11 |
| Норма осадков, мм             | 63   | 45   | 52   | 50   | 48  | 45   | 41   | 38   | 34   | 36   | 39    | 52   | 544 |
| Источник:                     |      |      |      |      |     |      |      |      |      |      |       |      |     |

## Города-побратимы
- Уитби, Великобритания.

## Галерея

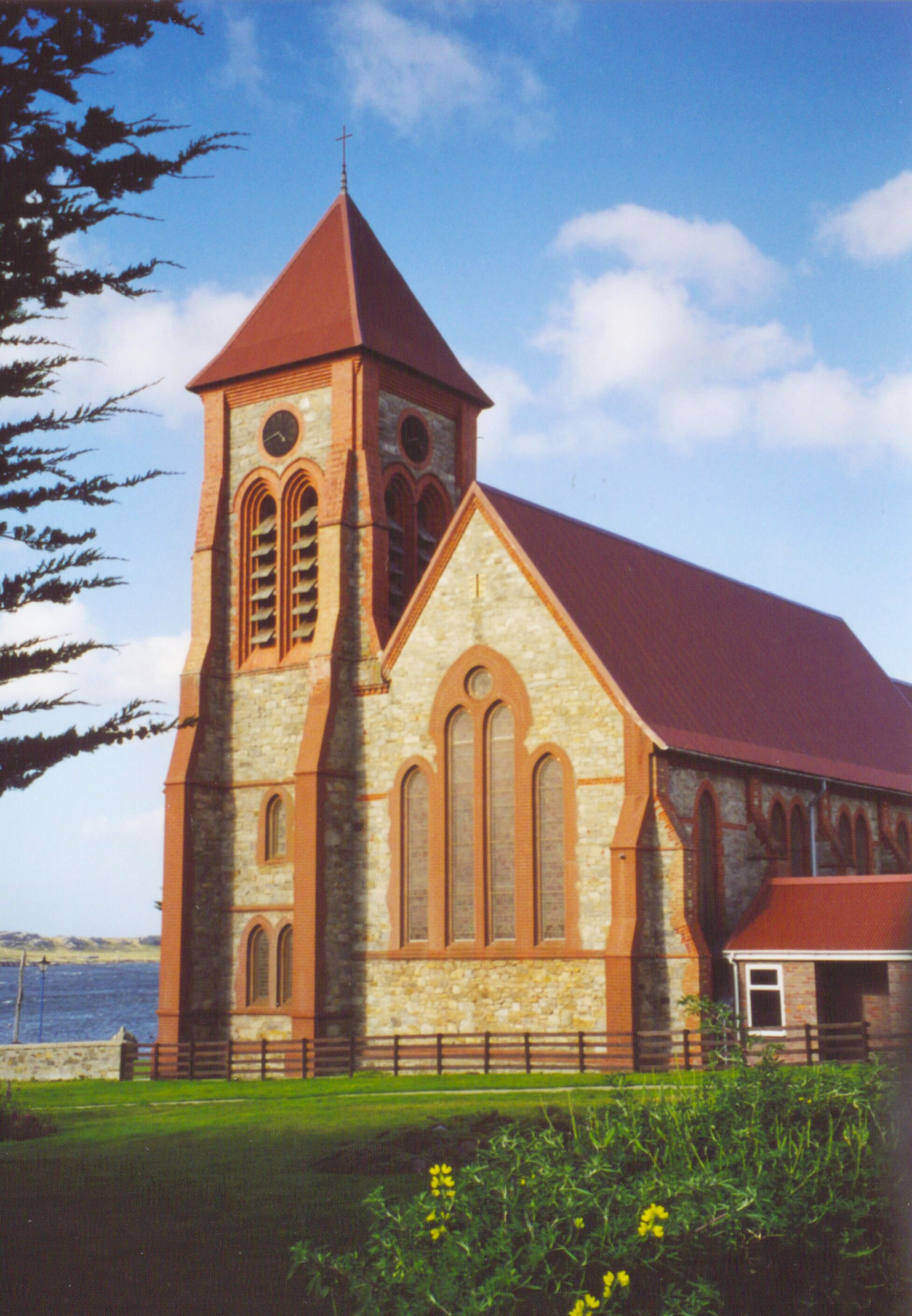
Кафедральный собор Христа[англ.]
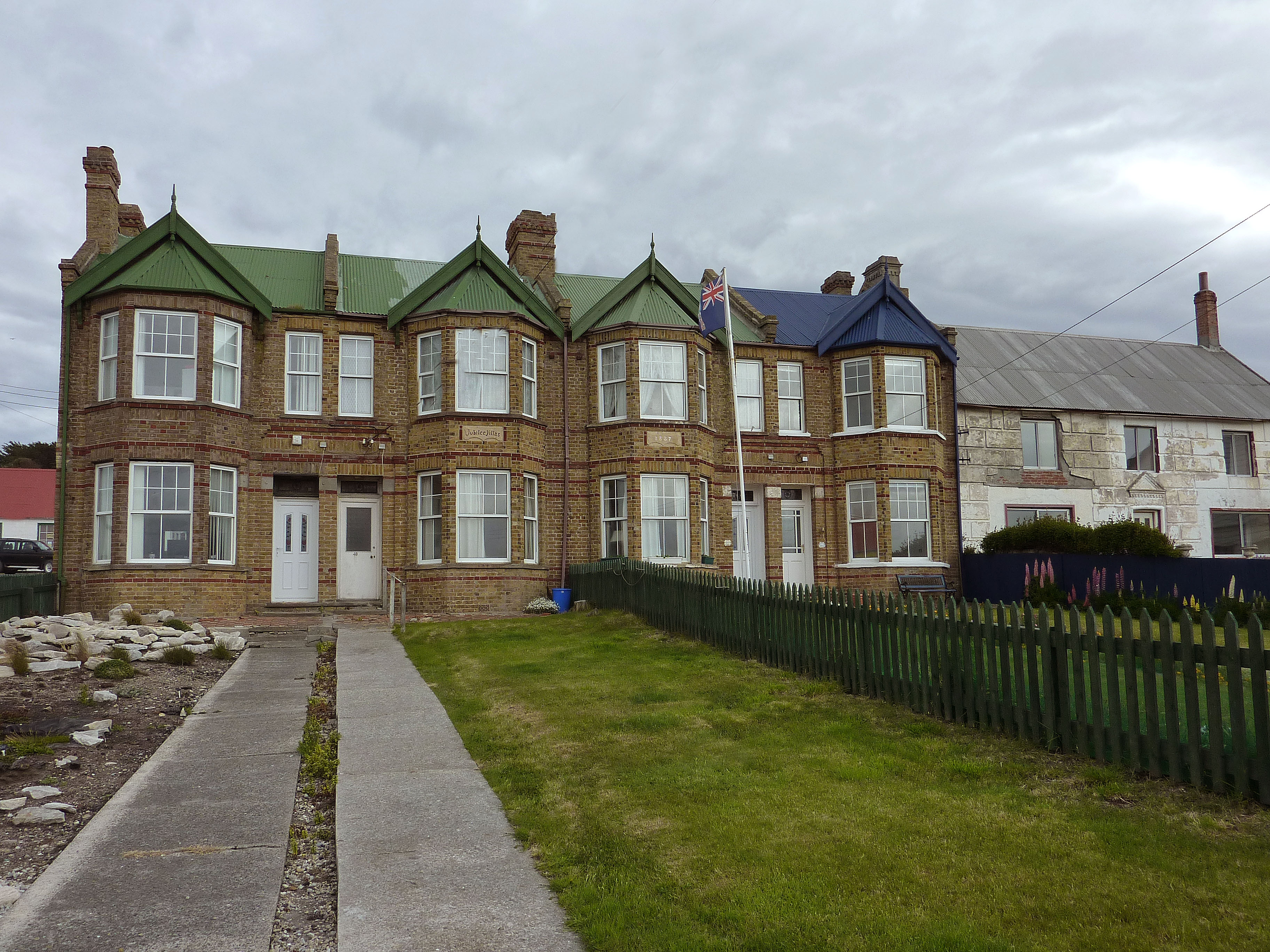
Здание постройки 1887 года
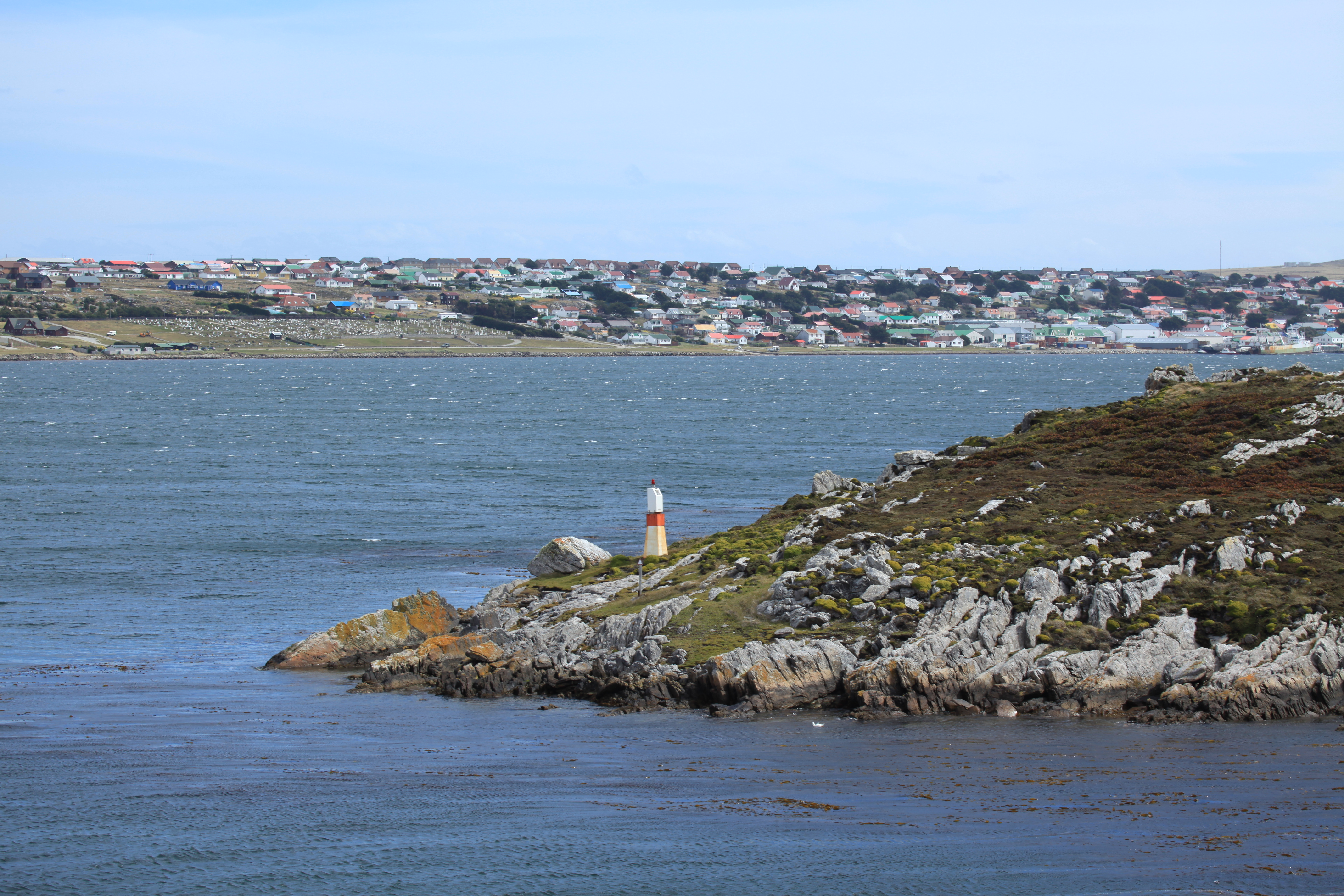
Вид со стороны бухты
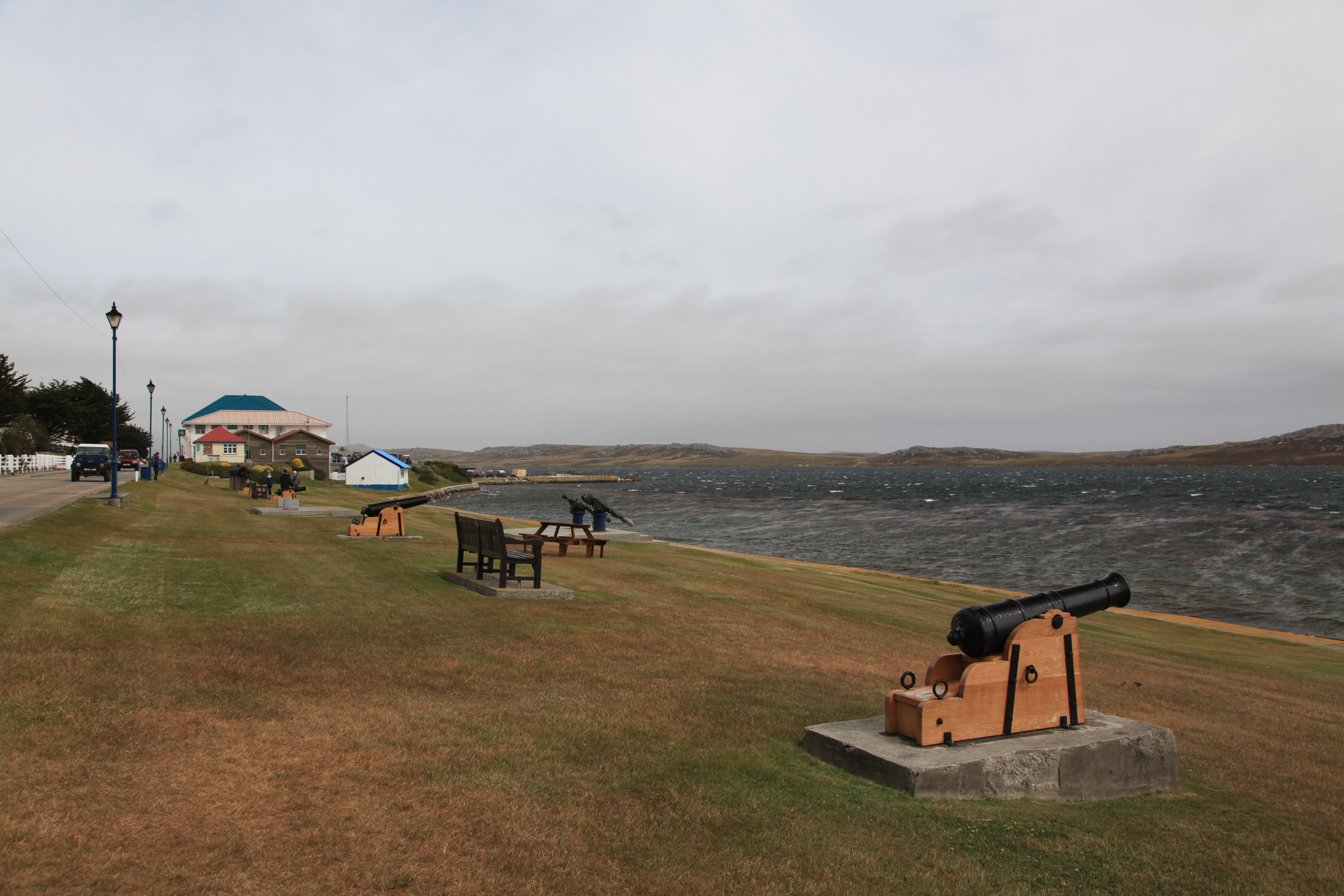
На берегу бухты
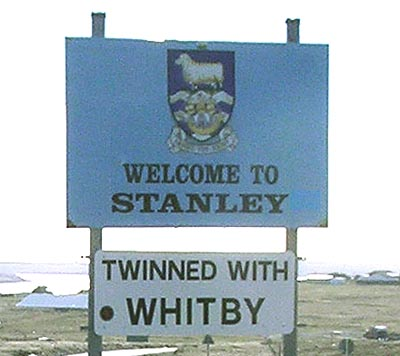
Въезд в город